# Łęcino
Łęcino – wieś w Polsce położona w województwie mazowieckim, w powiecie pułtuskim, w gminie Zatory.
Wieś wchodzi w skład sołectwa Borsuki-Kolonia.
W latach 1975–1998 miejscowość administracyjnie należała do województwa ostrołęckiego.